# Populus glaucicomans
Populus glaucicomans là một loài thực vật có hoa trong họ Liễu. Loài này được Dode miêu tả khoa học đầu tiên.